# Спира Здравковић
Спира Здравковић (Лесковац, 1858 — 18. март 1887) био је један од учитеља Ча Митине школе.

## Биографија
Рођен је од оца Живка и у Ча Митиној школи је завршио основно образовање код Мите Николића кога је касније заменио. Са препоруком лесковачке општине августа 1873. године прешао је у Београд и уписао се у први разред другог одељења Богословије коју је завршио 26. августа 1877. године са одличним успехом. Захваљујући томе, исте године се уписао у други разред Учитељске школе. Но, српско-турски ратови омели су његово даље школовање. Јануара 1878. године постављен је за писара у Лесковцу, али је већ 23. фебруара разрешен дужности да би наставио са школовањем. По завршетку писао је молбу да буде учитељ у Лесковцу и министар просвете му је удовољио, поставивши га 1. августа 1880. године за учитеља осме класе трећег и четвртог разреда лесковачке основне школе. Начелник нишког округа је уложио неке умесне примедбе те је на крају Спира постао учитељ само трећег разреда, али се својим радом истакао и 1. новембра 1882. године је постављен за учитеља другог одељења четвртог разреда, а 13. августа 1885. за управитеља мушке и женске основне школе у Лесковцу. На почетку 1885/1886. године конкурисао је  за упражњено место вероучитеља у нижој лесковачкој гимназији.
По његовој смрти иза њега је остала супруга Даринка.
Током студија на Богословији сарађивао је са листом Семинарац.